# Измадинов, Виктор Андреевич
Виктор Андреевич Измадинов (1919—1972) — старший сержант Рабоче-крестьянской Красной Армии, участник Великой Отечественной войны, Герой Советского Союза (1945).

## Биография
Родился 25 ноября 1919 года в деревне Измоденова (ныне — Белоярский район Свердловской области).
Получил начальное образование, после чего работал формовщиком в артели и трактористом в леспромхозе.
В 1940 году призван на службу в Рабоче-крестьянскую Красную Армию. С 1941 года — на фронтах Великой Отечественной войны. К апрелю 1945 года старший сержант Виктор Измадинов был мотористом 5-го тяжёлого моторизованного понтонно-мостового полка 65-й армии 2-го Белорусского фронта. Отличился во время форсирования Одера.
22—23 апреля 1945 года во время форсирования рукава Одера Вест-Одер к югу от Штеттина и принял активное участие в сборке паромов и переправе советских танковых и артиллерийских подразделений.
Указом Президиума Верховного Совета СССР от 29 июня 1945 года старший сержант Виктор Измадинов был удостоен высокого звания Героя Советского Союза с вручением ордена Ленина и медали «Золотая Звезда».
После окончания войны демобилизован. Проживал в Приморско-Ахтарске и в Усть-Каменогорске, а с 1948 года — в городе Корсаков Сахалинской области, работая в строительных, торговых и военизированных организациях; с 1963 года — в местном управлении рыболовного и тралового флота.
Скончался 10 сентября 1972 года, похоронен в родной деревне.
Также награждён орденами Отечественной войны 1-й степени (12.04.1945) и Красной Звезды (05.12.1944), рядом медалей, в том числе «За отвагу» (10.07.1944), «За боевые заслуги» (20.10.1944).